# Joaquín Anselmo María Albareda y Ramoneda
Joaquín Anselmo María Albareda y Ramoneda (Barcellona, 16 febbraio 1892 – Barcellona, 19 luglio 1966) è stato un cardinale spagnolo.

## Biografia
Nacque a Barcellona il 16 febbraio 1892 ed ebbe, come nome di battesimo, Joaquín.
Entrò appena dodicenne nell'Abbazia benedettina di Montserrat, il 4 novembre 1908, al momento della professione solenne, prese i nomi di Anselmo María, e nella stessa abbazia venne ordinato sacerdote il 7 luglio 1915.
Proseguì i propri studi a Roma, dapprima presso l'Ateneo Sant'Anselmo, dove si licenziò in Teologia nel 1919, poi si diplomò alla Scuola vaticana di paleografia diplomatica e archivistica, sotto la guida del gesuita padre Franz Ehrle, futuro cardinale, infine, nel 1924, si laureò presso l'Università di Friburgo in Brisgovia, in Germania, sotto la direzione di Heinrich Fincke.
Tornò a Montserrat, dove fu archivista del monastero fino al 19 giugno 1936, data in cui Pio XI lo nominò prefetto della Biblioteca Apostolica Vaticana, collaborando con i cardinali bibliotecari Ehrle, Mercati e Tisserant, pochi mesi dopo entrò a far parte della Pontificia Accademia delle Scienze.
Durante gli anni della seconda guerra mondiale si occupò della salvaguardia di molte biblioteche, in particolare di quella dell'Abbazia benedettina di Montecassino.
Il 5 maggio 1950 venne nominato abate di Santa Maria di Ripoll, ricevendo la benedizione abbaziale il successivo 26 agosto nell'Abbazia di Montserrat, da parte del cardinale Eugène Tisserant, decano del Sacro Collegio.
Giovanni XXIII lo creò cardinale nel concistoro del 19 marzo 1962, imponendogli la berretta rossa il successivo giorno 22 e assegnandogli contemporaneamente la diaconia di Sant'Apollinare alle Terme Neroniane-Alessandrine.
Meno di un mese dopo, il 15 aprile 1962, con il Motu proprio "Cum gravissima" Giovanni XXII stabilì che tutti i cardinali dovessero essere anche vescovi.
Per questo motivo i dodici cardinali diaconi facenti parte, in quel momento, del Sacro Collegio, e tutti privi dell'ordinazione episcopale, erano stati eletti, il 5 aprile 1962, ut munus Consecrationis Episcopalis recipere possent, ad una sede arcivescovile titolare.
Gli venne assegnata la sede titolare pro illa vice arcivescovile di Gissaria.
Vennero consacrati, nell'Arcibasilica Lateranense il 19 aprile seguente, Giovedì Santo, da Giovanni XXIII che aveva, come co-consacranti i cardinali Benedetto Aloisi Masella, vescovo suburbicario di Palestrina, e Giuseppe Pizzardo, vescovo suburbicario di Albano.
Partecipò a tutte le sessioni del Concilio Ecumenico Vaticano II ed al Conclave del 1963.
Morì a Barcellona il 19 luglio 1966 e venne sepolto nell'Abbazia di Montserrat.

## Opere
- Bibliografia dels monjos de Montserrat. Segle XVI (1928)
- Fondament històric (1930)
- Història de Montserrat (1931)
- L'abat Oliva, fundador de Montserrat (1931)
- El llibre de Montserrat (1931)
- Bibliografia de la regla benedictina  (1933)
- Sant Ignasi a Montserrat (1935)

## Genealogia episcopale
La genealogia episcopale è:
- Cardinale Scipione Rebiba
- Cardinale Giulio Antonio Santorio
- Cardinale Girolamo Bernerio, O.P.
- Arcivescovo Galeazzo Sanvitale
- Cardinale Ludovico Ludovisi
- Cardinale Luigi Caetani
- Cardinale Ulderico Carpegna
- Cardinale Paluzzo Paluzzi Altieri degli Albertoni
- Papa Benedetto XIII
- Papa Benedetto XIV
- Papa Clemente XIII
- Cardinale Bernardino Giraud
- Cardinale Alessandro Mattei
- Cardinale Pietro Francesco Galleffi
- Cardinale Filippo de Angelis
- Cardinale Amilcare Malagola
- Cardinale Giovanni Tacci Porcelli
- Papa Giovanni XXIII
- Cardinale Anselmo María Albareda, O.S.B.